# フェルディナント・ピロティ
フェルディナント・ピロティ（Ferdinand Piloty (der Ältere)、1786年8月28日 - 1844年1月8日）は、ドイツの版画家である。ヨハン・ネポムク・シュトリクスナー（Johann Nepomuk Strixner）とともにバイエルン王国宮廷の絵画作品の複製版画集を制作した。同名の息子の画家フェルディナント・ピロティ2世（Ferdinand Piloty der Jüngere: 1828-1895）と区別するために「der Ältere（年長の）」を付加して呼ばれることがある。

## 略歴
ドイツ西部のホンブルクで生まれた。父親はイタリア生まれでプファルツ選帝侯であったカール・テオドールの宮廷で働く俳優であった。1777年にカール・テオドールがバイエルン選帝侯を継承すると一家はミュンヘンに移った。
画家のモーリッツ・ケラーフォーヘン（Moritz Kellerhoven: 1758-1830）から絵を学んだ後、当時バイエルン選帝侯の宮廷の美術品を管理していたヨハン・クリスティアン・フォン・マンリッヒ（Johann Christian von Mannlich: 1741-1822）に学び、版画の技術に習熟した。ミュンヘン美術院に同じ日に入学したヨハン・ネポムク・シュトリクスナー（Johann Nepomuk Strixner: 1782-1855）とともに、在学中から宮廷の美術品の複製版画集の制作を始めた 。「Ferdinand Neuhaus gen. Pilot」という署名で1805年から1808年の間に現在ミュンヘンの版画・素描コレクションに収蔵されているいくつかの肖像画の素描を制作した。著名のNeuhausは母親の姓であった。
シュトリクスナーとピロティは、1808年から1815年にかけて「シュトリクスナーとピロティのリトグラフ(Oeuvres lithographiques par Strixner, Piloty et Comp.)」というタイトルの72巻423点の版画からなる、王室が所有する巨匠たちの素描の複製版画集を制作した。何度かの印刷を組み合わせて原画の素描の様式を再現するなどリソグラフィーの新しい技術を開発した。1815年に「ミュンヘンとシュライスハイムのバイエルン王立絵画館（Königlich Baierischer Gemaelde-Saal zu München und Schleißheim）」というタイトルで2つの美術館の収蔵作品から選んだ名品の複製版画集を出版する許可を得た。その後、ロイヒテンベルク公のコレクションの複製作品も制作した。1833年にヨーゼフ・レーレ（Joseph Löhle: 1807-1840）と版画工房を設立し、没後も工房は長く存続した。
1844年にミュンヘンで仕事中に亡くなった。息子のカール・フォン・ピロティ（1826-1886）とフェルディナント・ピロティ2世は画家になった。

## 作品

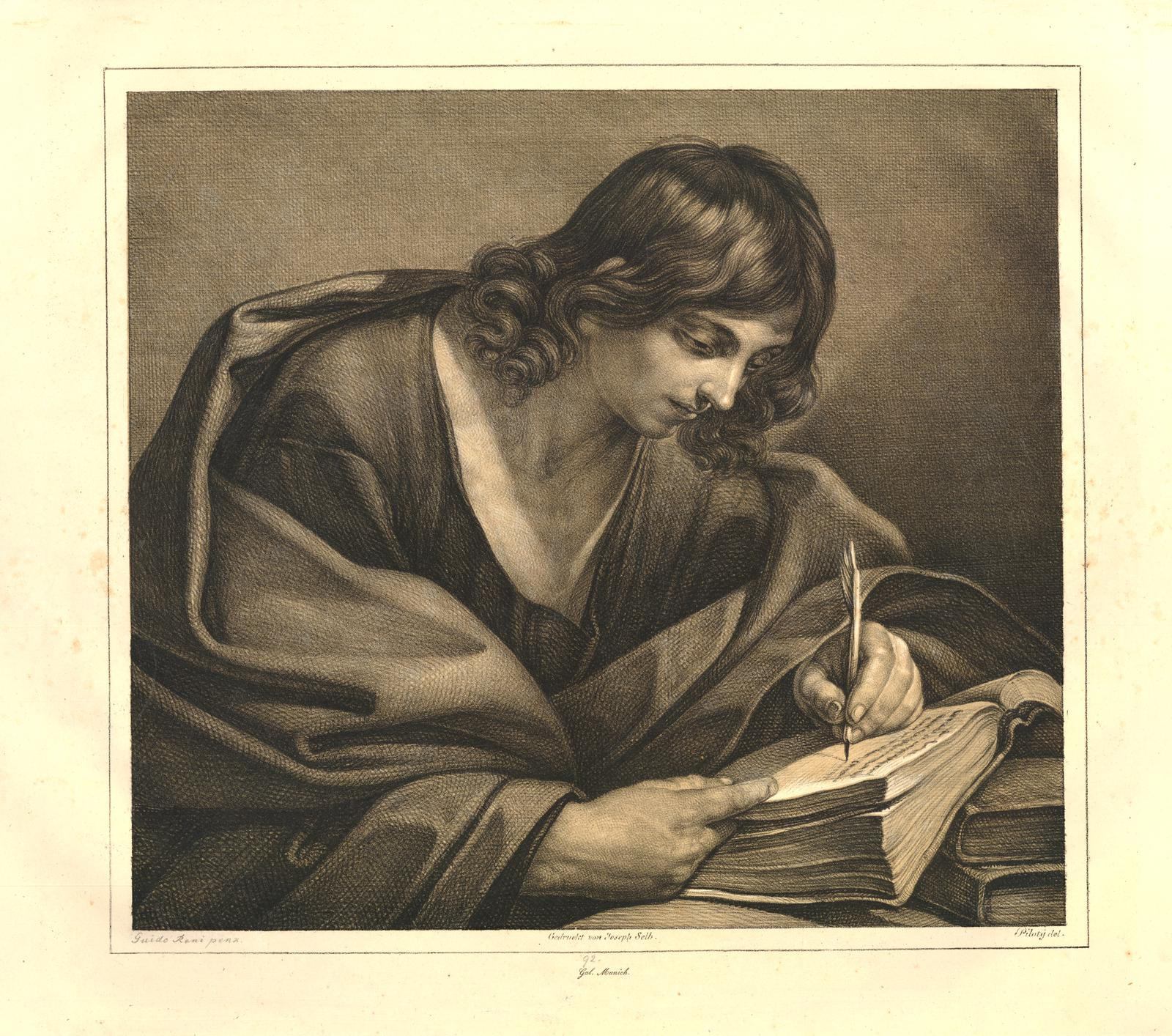
グイド・レーニの作品の複製版画
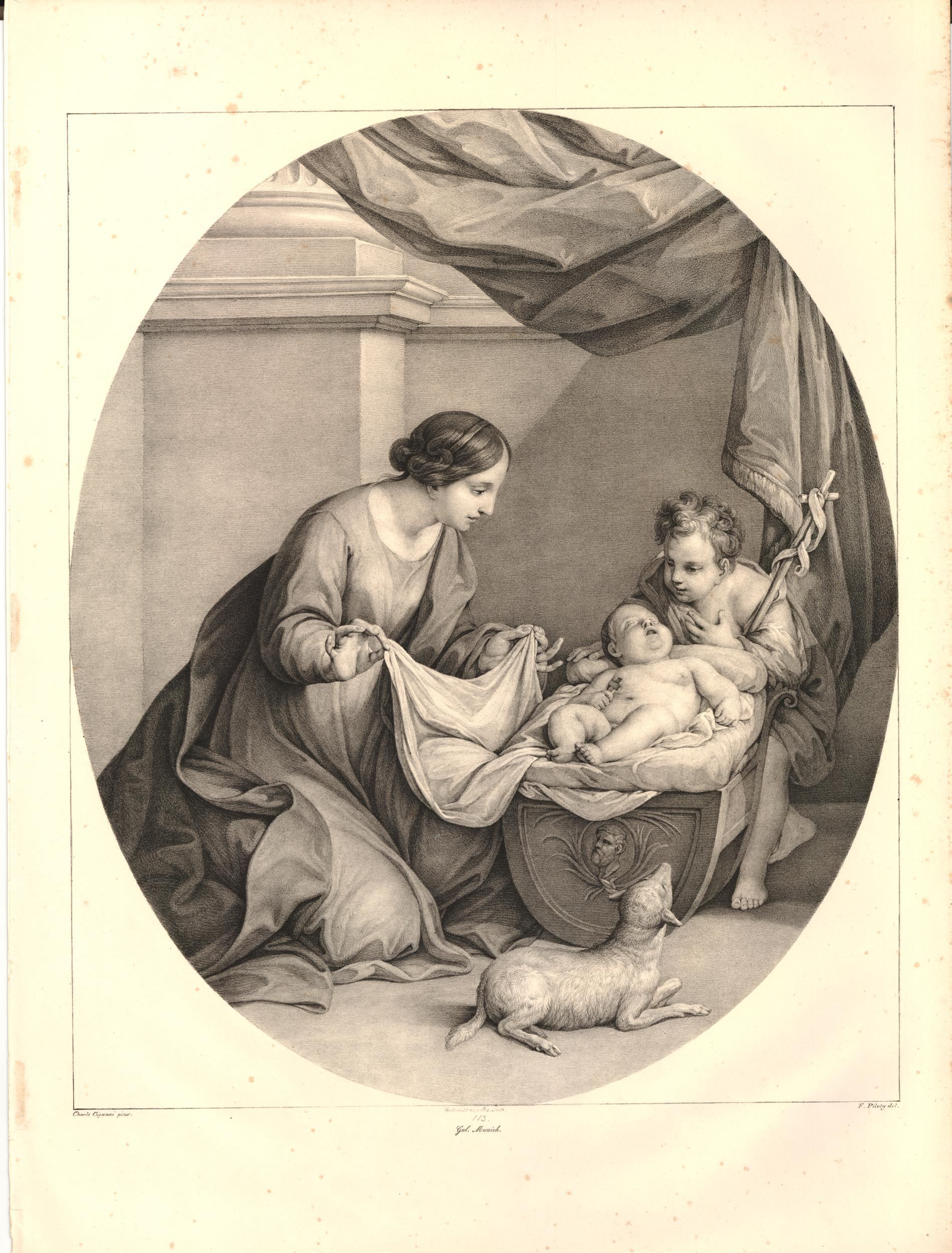
カルロ・チニャーニ作とされる作品の複製版画
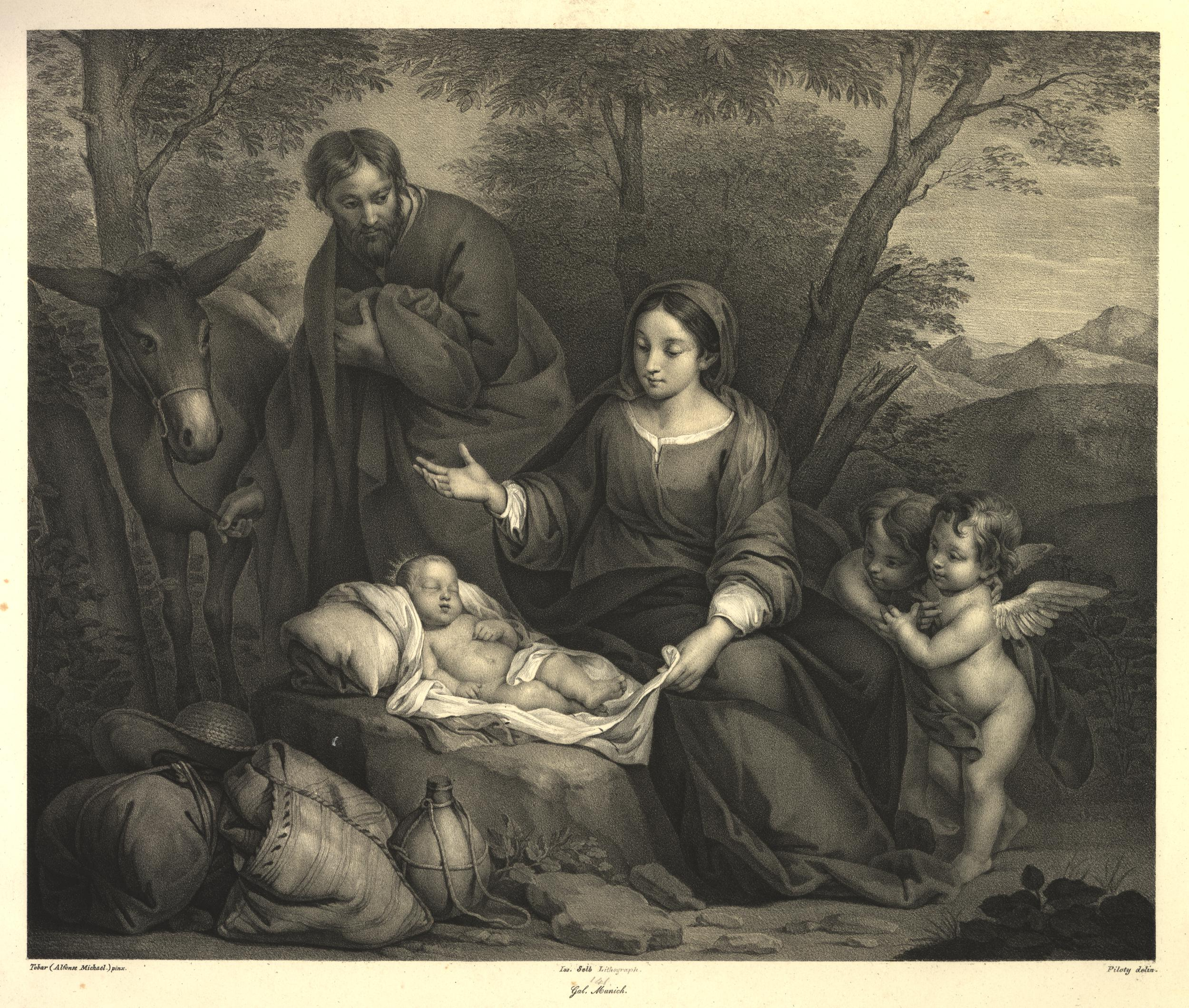
Alonso Miguel de Tovarの作品の複製版画
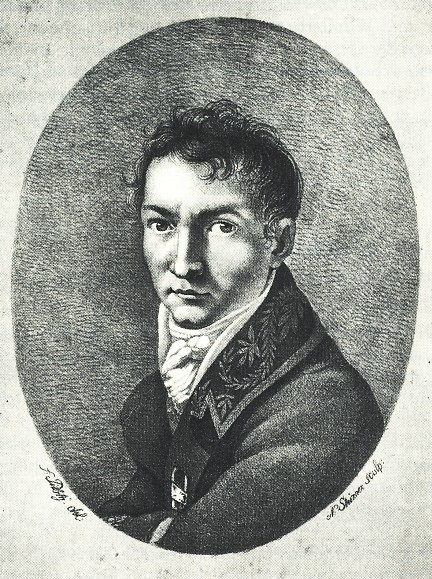
医師Andreas Röschlaubの肖像版画